# كأس البرازيل 1989
كأس البرازيل 1989 هو الموسم 1 من  كأس البرازيل. أقيم خلال الفترة 19 يوليو 1989 وحتى 2 سبتمبر 1989، والذي يشرف على تنظيمه اتحاد البرازيل لكرة القدم، وكان عدد الأندية المشاركة فيه  32، وفاز فيه غريميو بورتو أليغرينزي.